# Пубэй
Пубэ́й (кит. упр. 浦北, пиньинь Pǔběi, буквально: «северная часть Хэпу») — уезд городского округа Циньчжоу Гуанси-Чжуанского автономного района (КНР).

## История
Исторически эти земли были частью уезда Хэпу.
В 1950 году уезды Циньсянь, Хэпу, Линшань и Фанчэн были выделены в отдельный Специальный район Циньлянь (钦廉专区) провинции Гуандун, который в 1951 году был переименован в Специальный район Циньчжоу (钦州专区). С 1952 года Специальный район Циньчжоу официально перешёл в состав провинции Гуанси, а из уезда Хэпу был выделен уезд Пубэй.
В 1955 году Специальный район Циньчжоу вернулся в состав провинции Гуандун, где был переименован в Специальный район Хэпу (合浦专区). В 1958 году уезд Пубэй был вновь присоединён к уезду Хэпу. В 1959 году Специальный район Хэпу был присоединён к Специальному району Чжаньцзян (湛江专区).
В июне 1965 года в составе Гуанси-Чжуанского автономного района был вновь создан Специальный район Циньчжоу. Уезд Хэпу вернулся в его состав, и при этом из него был вновь выделен уезд Пубэй. В 1971 году Специальный район Циньчжоу был переименован в Округ Циньчжоу (钦州地区).
Постановлением Госсовета КНР от 28 июня 1994 года округ Циньчжоу был преобразован в городской округ.

## Административное деление
Уезд делится на 16 посёлков.